# Antônio da Costa Pinto e Silva
Antônio da Costa Pinto e Silva (1827 — 1877) foi um político brasileiro.

## Vida
Foi presidente das províncias da Paraíba, de 26 de novembro de 1855 a 9 de abril de 1857, do Rio Grande do Sul, de 16 de setembro de 1868 a 20 de maio de 1869, de São Paulo, de 5 de novembro de 1870 a 13 de abril de 1871, e do Rio de Janeiro, de 26 de agosto de 1885 a 20 de abril de 1886.